# 리파마이신
리파마이신(rifamycin)은 항생제의 그룹으로, 아미콜라톱시스 리파마이시니카(Amycolatopsis rifamycinica)라는 세균에서 자연적으로 합성되거나 인공적으로 합성된다. 안사마이신이라고 하는 보다 큰 그룹에 속한다. 미코박테리아에 대해 특히 효과적이며, 따라서 결핵, 나병, 미코박테리움 아비움 복합체(MAC) 감염 등의 치료에 사용된다.
리파마이신 그룹에는 고전적인 리파마이신 약물과 리파마이신 유도체가 속한다. 리파마이신 유도체에는 리팜피신 (또는 리팜핀), 리파부틴, 리파펜틴, 리팔라질, 리팍시민 등이 있다. 상품명 앰콜로(Aemcolo)로 판매되는 리파마이신은 특정 상황에서의 여행자 설사 치료용으로 미국에서 그 사용이 승인되었다.